# Pakubuwono VIII
Pakubuwono VIII, noto anche come Gusti Raden Mas Kuseini (Surakarta, 20 aprile 1789 – Surakarta, 28 dicembre 1862), è stato un sovrano indonesiano.
Fu sunan di Surakarta dal 1858 al 1861.

## Biografia
Nato Gusti Raden Mas Kuseini, era figlio di Pakubuwono IV e di una sua moglie, la regina Rantansari.
Pakubuwana VIII salì al trono il 17 agosto 1858, sostituendo il fratellastro Pakubuwono VII, morto il mese precedente. Malgrado l'età anziana, avendo 69 anni, venne costretto ad ascendere al trono in quanto il suo predecessore non aveva avuto eredi. Il suo governo fu di breve durata e non riuscì ad essere incisivo nella storia indonesiana, ma egli viene riconosciuto come il primo sovrano non poligamo della storia di Surakarta.
Pakubuwana VIII venne succeduto dal figlio di Pakubuwono VI, Pakubuwono IX.